# ストッダード郡 (ミズーリ州)
ストッダード郡（英: Stoddard County）は、アメリカ合衆国ミズーリ州の南東部に位置する郡である。2010年国勢調査での人口は29,968人であり、2000年の29,705人から0.9％増加した。郡庁所在地はブルームフィールド市（人口1,933人）であり、同郡で人口最大の都市はデクスター市（人口7,864人）である。ストッダード郡は1835年1月2日に組織化され、郡名はアッパー・ルイジアナの初代アメリカ人文民指揮者を務めたエイモス・ストッダードにちなんで名付けられた。

## 地理
アメリカ合衆国国勢調査局に拠れば、郡域全面積は828.94平方マイル (2,146.9 km2)であり、このうち陸地827.12平方マイル (2,142.2 km2)、水域は1.82平方マイル (4.7 km2)で水域率は0.22％である。

### 主要高規格道路
- アメリカ国道60号線
- ミズーリ州道25号線
- ミズーリ州道51号線
- ミズーリ州道153号線

### 隣接する郡
- ボリンガー郡 - 北
- ケープジラード郡、スコット郡 - 北東
- ニューマドリード郡 - 南東
- ダンクリン郡 - 南
- バトラー郡 - 南西
- ウェイン郡 - 北西

### 国立保護地域
- ミンゴ国立野生生物保護区（部分）

## 人口動態
以下は2000年の国勢調査による人口統計データである。
| 基礎データ - 人口: 29,705人 - 世帯数: 12,064 世帯 - 家族数: 8,480 家族 - 人口密度: 14人/km2（36人/mi2） - 住居数: 13,221軒 - 住居密度: 6軒/km2（16軒/mi2） 人種別人口構成 - 白人: 97.34% - アフリカン・アメリカン: 0.91% - ネイティブ・アメリカン: 0.40% - アジア人: 0.09% - 太平洋諸島系: 0.01% - その他の人種: 0.24% - 混血: 1.01% - ヒスパニック・ラテン系: 0.78% 先祖による構成 - アメリカ人：38.4％ - ドイツ系：15.4％ - アイルランド系：12.4％ - イギリス系：8.5％ 年齢別人口構成 - 18歳未満: 23.9% - 18-24歳: 8.5% - 25-44歳: 26.3% - 45-64歳: 24.1% - 65歳以上: 17.2% - 年齢の中央値: 39歳 - 性比（女性100人あたり男性の人口） - 総人口: 92.6 - 18歳以上: 88.2 | 世帯と家族（対世帯数） - 18歳未満の子供がいる: 30.5% - 結婚・同居している夫婦: 57.4% - 未婚・離婚・死別女性が世帯主: 9.4% - 非家族世帯: 29.7% - 単身世帯: 26.6% - 65歳以上の老人1人暮らし: 13.7% - 平均構成人数 - 世帯: 2.39人 - 家族: 2.88人 収入と家計 - 収入の中央値 - 世帯: 33,120米ドル - 家族: 41,072米ドル - 性別 - 男性: 26,514米ドル - 女性: 17,778米ドル - 人口1人あたり収入: 18,003米ドル - 貧困線以下 - 対人口: 16.5% - 対家族数: 12.8% - 18歳未満: 20.2% - 65歳以上: 17.6% |

## 宗教
2000年宗教データアーカイブ協会郡別信徒報告書に拠れば、ストッダード郡は福音主義プロテスタントが最多数を占めるバイブル・ベルトにある。最も多い会派は南部バプテスト連盟の49.21％、続いてメソジストの12.10％、チャーチズ・オブ・クライストの8.69％である。

## 都市と町
| - アドバンス - ベイカー - ベルシティ | - バーニー - ブルームフィールド - 郡庁所在地 - ブラウンウッド | - デクスター - ダドリー - エセックス | - グレイリッジ - グァム - イダリア | - レオラ - ペイントン - ペナーモン | - パクシコ - パウ |

## 政治

### 地方
ストッダード郡の地方レベルでは民主党が大半の政治を支配しており、郡の選挙で選ばれる役職を5人以外は独占している。

#### 国政
大統領選挙のレベルでは共和党を支持する傾向にある。2008年の選挙では、ジョン・マケインが2対1以上の票差でバラク・オバマを破った。ジョージ・W・ブッシュが2000年のアメリカ合衆国大統領選挙ではアル・ゴアを、2004年ではジョン・ケリーを共に破り、70%を切るくらいの得票率だった。1992年はビル・クリントンが制したが、再選を求めた1996年には僅差でボブ・ドールに敗れた。
ストッダード郡は州内の田園部にある郡と同様、社会的にまた文化的に保守的であり、それが共和党支持の傾向に強く影響している。2004年の州民投票では、結婚を男と女の結合として定義する州憲法改正案をストッダード郡は88.29％という圧倒的多数で賛成した。州全体でも71％の賛成で可決し、ミズーリ州は同性結婚を禁止する最初の州になった。2006年の州民投票では、胚性幹細胞の研究を予算化し、合法化する憲法改正案が掛けられたが、ストッダード郡では60.65％が反対した。州全体では51%の賛成と辛うじて改正が成立し、胚性幹細胞の研究を最初に認めた州の1つになった。郡民は伝統的に社会問題に保守的であるが、最低賃金の増加のような人民主義的施策は支持する傾向にある。やはり2006年の州民投票で最低賃金を時間あたり6.50ドルに増やす命題については、ストッダード郡では72.02％が支持した。この命題は州内のどの郡でも支持され、75.94％が賛成した。

#### 2008年大統領予備選挙
2008年の大統領予備選挙で、ストッダード郡は二大政党の候補者をどちらも州全体と全国で二位に終わった者を選んだ。民主党の予備選挙ではヒラリー・クリントンが1位となり、さらに共和党予備選挙で各候補に投じられた票数よりも多かった。